# Francesco Arese
Francesco Arese (* 13. dubna 1944, Centallo) je bývalý italský atlet, mistr Evropy v běhu na 1500 metrů z roku 1971.

## Kariéra
Jeho nejúspěšnější atletickou sezónou byl rok 1971. Zvítězil ve finále běhu na 1500 metrů na mistrovství Evropy v Helsinkách a vytvořil si osobní rekord na této trati 3:36,3. Dvakrát startoval na olympiádě – v Mexiku v roce 1968 a v Mnichově v roce 1972 – bez větších úspěchů.